# The Bewlay Brothers
"The Bewlay Brothers" es una canción escrita por el músico británico David Bowie en 1971 para el álbum Hunky Dory. Una de las últimas canciones escritas y grabadas para el LP, la balada ha sido descrita como "probablemente la canción más densa e impenetrable de Bowie".
Bowie nombró a su editorial a finales de la década de los 70 Bewlay Bros. Music y utilizó el nombre como seudónimo para el mismo, Iggy Pop, Colin Thurston como productores del segundo álbum de Pop, Lust for Life en 1977.

## Antecedentes
Bowie dijo al productor Ken Scott que era una canción para el mercado estadounidense, porque "los estadounidenses les gusta leer cosa por cosa", a pesar de que las letras "tenían absolutamente ningún sentido".

## Recepción
Algunos comentaristas han visto referencias en la canción al hermanastro de Bowie Terry Burns, quien sufría de esquizofrenia, mientras otros como Tom Robinson han discernido en una "agenda gay". La coda presenta la voz de Bowie distorsionada por un cambiador de tono; críticos de NME, Roy Carr y Charles Shaar Murray compararon el sonido con el de "The Laughing Gnome", pero "de una forma considerablemente más siniestra".
Algunas de estas Interpretaciones aparecieron en el análisis de una encuesta de lectores de la revista Rolling Stone, The 10 Best David Bowie Deep Cuts, en la que "Bewlay Brothers" ocupó el octavo lugar (después de éxitos como "Panic in Detroit", "Station to Station", y "Teenage Wildlife").

## Otros lanzamientos
- La canción ha aparecido en numerosos álbumes compilatorios de David Bowie:
  - Sound + Vision (1989)
  - iSelect (2008)
- La canción aparece en la banda sonora de la película de 2015, Bitter Lake.[9]

## Créditos
Créditos adaptados desde las notas del álbum.
- David Bowie – voz principal, piano, guitarra acústica
- Mick Ronson – guitarra eléctrica y acústica, coros